# Johnny Messner (muzikant)
Johnny Messner (New York, 13 oktober 1909 - Ridgefield Park, januari 1986) was een Amerikaanse bandleider, componist, saxofonist en zanger in het swing-tijdperk.
Hij kwam uit een muzikaal gezin: tijdens zijn schooljaren speelde hij met vier broers in een band, maar ook in het begin van de jaren dertig. De dansband speelde toen, onder de naam van broer Dick, in enkele hotels in New York, toerde in het oosten van Amerika en maakte ook platenopnames voor Melotone. In 1937 gaven zijn broers er de brui aan en Johnny formeerde een nieuwe band, die zes jaar lang de huisband was van het enorme hotel McAlpin. De groep nam op voor Bluebird Records en Varsity. De vocalisten voor de groep waren Messner zelf, en zangeres Jeanne D'Arcy (eerder actief voor Glenn Miller). Vanaf 1943 leidde hij enkele marinebands en na de oorlog had hij enkele jaren lang weer een eigen orkest. Hij was zanger en saxofonist bij Vincent Lopez en schreef advertentie-jingles.
- Bibliothèque nationale de France: cb139451202 (data)
- Gemeinsame Normdatei: 119280094
- International Standard Name Identifier: 0000 0001 1440 9470
- Library of Congress Control Number: n83196097
- MusicBrainz: edf87080-d7e1-40e4-8e42-18deea9ee1f1
- Virtual International Authority File: 32188747
- WorldCat: E39PBJqQxMCMhXHBQbkTHK8XBP